# 대한민국의 여성신학자 목록
대한민국의 여성신학자 목록은 대한민국에서 잘 알려진 한국의 여성신학자들의 목록이다. 여성 신학자들의 역사는 1970년대 이후부터 본격적으로 시작되고, 1980년 이후에 활동이 크게 나타났다. 주로 교육학, 상담학, 선교과 같은 실천신학뿐만 아니라 조직신학과 신.구약 분야에서도 활동하고 있다.

## 대한민국의 여성 신학자들
- 공덕귀
- 이우정
- 주선애
- 정미현
- 유정선
- 박보경 (신학자)
- 김선영
- 이우금
- 신길자

## 같이 보기
- 한국의 여성신학자
- 대한민국의 신학자 목록